# Shilpa Shetty
Shilpa Shetty (tulu: ಶಿಲ್ಪ ಶೆಟ್ಟಿ) (Mangalore, 8 de juny de 1975) és una actriu i model índia nominada quatre vegades als Filmfare Award. Des del seu debut amb Baazigar (1993), ha aparegut en més de 50 pel·lícules, entre elles Aag, el seu primer paper protagonista. Actualment resideix a Bombai, Índia. La seva germana Shamita Shetty també és una actriu de Bollywood.
Va guanyar el concurs Celebrity Big Brother el 28 de gener de 2007 amb un 63%, després d'una gran controvèrsia sobre el racisme que exercien contra ella altres concursants. És a més una activista dels drets de les persones amb VIH i dels drets dels animals (PETA). Va ser jurat de Indian Idol i Jhalak Dikhlaja.
L'any 2007, durant un acte de conscienciació sobre la sida a Nova Delhi (Índia), Richard Gere va fer-li un petó a la galta, fet que va comportar que ell fos detingut a l'aeroport de Bombai per ser interrogat i que ella fos detinguda i acusada d'actes d'«obscenitat i indecència». El gest dels actors va escandalitzar els grups hindús radicals i va provocar manifestacions i cremades públiques d'imatges dels artistes per haver «perjudicat els valors i la cultura de l'Índia». Tot i que els càrrecs contra l'estatunidenc van ser retirats ràpidament, els atacs contra l'estrella índia per durar 15 anys en el sistema jurídic, fins que finalment es van abandonar i les denúncies es van declarar «infundades».

## Premis

### Guanyadora
- 1998: Bollywood Movie Award - Best Supporting Actress per Pardesi Babu.
- 2004: Special Award per Phir Milenge.
- 2004: Giant International Award per Phir Milenge.
- 2004: Indus-Pak's Young Achiever Award.
- 2005: AAHOA Award per Phir Milenge.
- 2007: Celebrity Big Brother

## Filmografia

### Films
| Any  | Pel·lícula                      | Paper                 | Llengua   | Notes                                              |
| ---- | ------------------------------- | --------------------- | --------- | -------------------------------------------------- |
| 1993 | Baazigar                        | Seema Chopra          | Hindi     | Nominada al Filmfare Best Debut Award              |
| 1994 | Aao Pyaar Karen                 | Chhaya                | Hindi     |                                                    |
| 1994 | Main Khiladi El teu Anari       | Mico/Basanti          | Hindi     |                                                    |
| 1994 | Aag                             | Bijli                 | Hindi     |                                                    |
| 1995 | Hathkadi                        | Neha                  | Hindi     |                                                    |
| 1996 | Mr. Romeo                       | Shilpa                | Tamil     | Dobalada a l'hindi i al telugu com Mr. Romeo       |
| 1996 | Chhote Sarkar                   | Seema                 | Hindi     |                                                    |
| 1996 | Himmat                          | Nisha                 | Hindi     |                                                    |
| 1996 | Sahasa Veerudu Sagara Kanya     | Sona                  | Telugu    | Doblegada a l'hindi com Saagar Kanya               |
| 1997 | Dus                             | Periodista            | Hindi     |                                                    |
| 1997 | Gambler                         | Ritu                  | Hindi     |                                                    |
| 1997 | Prithvi                         | Neha                  | Hindi     |                                                    |
| 1997 | Insaaf                          | Divya                 | Hindi     |                                                    |
| 1997 | Zameer: The Awakening of a Soul | Roma Khurana          | Hindi     |                                                    |
| 1997 | Auzaar                          | Prathna Thakur        | Hindi     |                                                    |
| 1997 | Veedeva Dani Babu               | Nandhana              | Telugu    |                                                    |
| 1998 | Pardesi Babu                    | Chinni Malhotra       | Hindi     |                                                    |
| 1998 | Aakrosh                         | Komal                 | Hindi     |                                                    |
| 1999 | Jaanwar                         | Mamta                 | Hindi     |                                                    |
| 1999 | Shool                           | Dancer                | Hindi     |                                                    |
| 1999 | Lal Baadshah                    | Lawyer's daughter     | Hindi     |                                                    |
| 2000 | Azad                            | Kanaka Mahalakshmi    | Telugu    |                                                    |
| 2000 | Dhadkan                         | Anjali                | Hindi     | Nominada al Filmfare Best Actress Award            |
| 2000 | Tarkieb                         | Preeti Sharma         | Hindi     |                                                    |
| 2000 | Khushi                          | Macarena              | Tamil     |                                                    |
| 2000 | Jung                            | Tara                  | Hindi     |                                                    |
| 2001 | Indian                          | Anjali Rajshekar Azad | Hindi     |                                                    |
| 2001 | Bhalevadivi Basu                | Shilpa                | Telugu    | Doblegada a l'hindi com Sherni Ca Shikaar          |
| 2001 | Maduve Agona Baa                | Preeti                | Kannada   |                                                    |
| 2001 | Preethsod Thappa                | Preethi               | Kannada   |                                                    |
| 2002 | Karz                            | Sapna                 | Hindi     |                                                    |
| 2002 | Rishtey                         | Vaijanti              | Hindi     | Nominada al Filmfare Best Supporting Actress Award |
| 2002 | Hathyar                         | Gauri Shivalkar       | Hindi     |                                                    |
| 2002 | Chor Machaaye Shor              | Kaajal                | Hindi     |                                                    |
| 2002 | Badhaai Ho Badhaai              | Radha/Banto Betty     | Hindi     |                                                    |
| 2002 | Junoon                          | Hindi                 |           |                                                    |
| 2003 | Ondagona Baa                    | Belli                 | Kannada   |                                                    |
| 2003 | Darna Raja Hai                  | Gayathri              | Hindi     |                                                    |
| 2004 | Phir Milenge                    | Tamanna Sahani        | Hindi     | Nominada al Filmfare Best Actress Award            |
| 2004 | Garv: Pride and Honour          | Jannat                | Hindi     |                                                    |
| 2005 | Dus                             | Aditi                 | Hindi     |                                                    |
| 2005 | Fareb                           | Neha                  | Hindi     |                                                    |
| 2005 | Khamosh: Khauff Ki Raat         | Sonia                 | Hindi     |                                                    |
| 2005 | Acte Shankar                    | Money Lender          | Kannada   |                                                    |
| 2006 | Shaadi Karke Phas Gaya Yaar     | Ahana                 | Hindi     |                                                    |
| 2007 | Life In A... Metre              | Shikha                | Hindi     |                                                    |
| 2007 | Apne                            | Simran                | Hindi     | Posproducción                                      |
| 2007 | Happy Birthday                  | Hindi                 | Anunciada |                                                    |

### Televisió
| Any  | Programa                | Notes                 |
| ---- | ----------------------- | --------------------- |
| 2004 | Indian Idol             | Jurat                 |
| 2006 | Jhalak Dikhhla Jaa      | Jurat                 |
| 2007 | Celebrity Big Brother   | Guanyadora            |
| 2007 | GMTV                    | Entrevista            |
| 2007 | The Real Shilpa Shetty  | Documental            |
| 2007 | The Dame Edna Treatment | Amb Sir Els Patterson |
| 2007 | Koffee With Karan       |                       |